# لورن سیلور
لورن سیلور (انگلیسی: Lauren Silver؛ زادهٔ ۲۲ مارس ۱۹۹۳) بازیکن فوتبال اهل جامائیکا است.
از باشگاه‌هایی که در آن بازی کرده‌است می‌توان به هیوستون دش اشاره کرد.
وی همچنین در تیم ملی فوتبال زنان جامائیکا بازی کرده‌است.